# KkStB 362 sorozat
A kkStB 362 sorozat egy szertartályosgőzmozdony-sorozat volt a kkStB-nél, mely mozdonyok eredetileg a Cseh Északi Vasúttól (Böhmische Nordbahn, BNB) származtak.

## Története
A BNB 11 db-ot szerzett be ezekből a háromcsatlós mozdonyokból 1882 és 1901 között a Krauss linzi és müncheni gyáraitól. A mozdonyok belsőkeretesek és külső vezérlésűek voltak. Ehhez jött még egy mozdony a Mscheno–Unter Cetno HÉV-től (ma: Mšeno–Skalsko–Dolní Cetno) és egy a prágai Ignaz Fuchs cégtől, amely a papírgyár iparvágánya és Böhmisch Kamnitz (ma Česká Kamenice) közötti forgalmat bonyolította. Ezt a két mozdonyt a Krauss Linz szállította 1903-ban és 1905-ben.
A kkStB 1908-ban a 13 mozdonyt a 362.01-13 pályaszámtartományba osztotta be.
Az első világháború után valamennyi mozdony a Csehszlovák Államvasutakhoz (ČSD) került, de csak 12 kapott pályaszámot  a 320.1 sorozatban. 1952-ig selejtezték őket.

## Fordítás
- Ez a szócikk részben vagy egészben  a   kkStB 362 című német Wikipédia-szócikk fordításán alapul.  Az eredeti cikk szerkesztőit annak laptörténete sorolja fel. Ez a jelzés csupán a megfogalmazás eredetét és a szerzői jogokat jelzi, nem szolgál a cikkben szereplő információk forrásmegjelöléseként.